# Canadair CL-89
Canadair CL-89 – bezzałogowy aparat latający (UAV – ang. Unmanned Aerial Vehicle) opracowany wspólnie przez kanadyjską firmę Canadair oraz brytyjską British Aerospace. 

## Historia
Obie firmy już w 1959 roku rozpoczęły współpracę przy projektowaniu bezzałogowego aparatu latającego, którego zadaniem miało być rozpoznanie artyleryjskie na szczeblu brygady lub dywizji. Do projektu oznaczonego symbolem CL-89 w 1965 roku przystąpiła  zachodnioniemiecka firma Zeiss. Za konstrukcję aparatu odpowiedzialni byli Kanadyjczycy, wyposażenie zaprojektowali Brytyjczycy – kamerę termowizyjną, Niemcy kamerę optyczną. Główną zaletą CL-89 jest możliwość osiągania dużych prędkości dzięki użyciu silnika odrzutowego, przez co jest on trudniejszy do zestrzelenia. Aparat startuje z wyrzutni umieszczonej na samochodzie ciężarowym przy użyciu przyspieszacza rakietowego. Standardowa misja polega na pokonaniu zaprogramowanej wcześniej trasy i powrocie do strefy lądowania, gdzie silnik przestaje pracować, a aparat ląduje na spadochronie.  W 1969 roku CL-89 trafił na wyposażenie armii kanadyjskiej i brytyjskiej. Aparat używany był podczas I wojny w Zatoce Perskiej w 1991 roku, gdzie był na wyposażeniu brytyjskiego 32. regimentu artylerii ciężkiej. Następcą CL-89 został Canadair CL-289, którego projektowanie rozpoczęło się w 1974 roku.